# 宝井琴柳
宝井 琴柳（たからい きんりゅう）は、講談師の名跡。

## 初代
天保6年（1835年）頃に生まれる。初代宝井琴凌に入門。「河童琴柳」と呼ばれた。1885年、死去。

## 二代目（二代目西尾麟慶）
生年不詳。四代目宝井馬琴の弟。1898年、二代目西尾麟慶を襲名したと推定される。1899年頃から、本名の岡田千代太を名乗る。1900年3月29日に死去。

## 三代目
本名は馬場 岩一。1896年12月15日、愛知県葉栗郡生まれ。小学校卒業後、仏具商に奉公する。1920年、上京して四代目宝井馬琴に入門し、琴松と名乗る。のちに三代目琴柳を名乗った。1930年、初代神田山陽の門下となり、琴陽と名乗る。1934年、光陽と改名する。1948年に講談師を廃業するが、1966年に馬場光陽を名乗って復帰する。1976年7月31日、死去。
なお、富岡金太郎という三代目琴柳にあたる人物がいたとする説もある。この人物を三代目とすると、四代目琴柳（宮内 政美）は五代目となる。

## 四代目
四代目 宝井 琴柳（たからい きんりゅう、1951年2月4日 - ）は日本の講談師。出囃子は「片しゃぎり」、紋は「丸に角立井筒」。本名∶宮内 政美。講談協会と落語協会に所属し、講談協会理事を務める。

### 経歴
1951年2月4日、千葉県流山市に生まれる。
1971年に六代目小金井芦州に入門、千葉県（総州）出身のため、小金井総州と命名された。
1975年の二ツ目昇進に合わせて四代目小金井桜州と改名。翌1976年に四代目宝井琴鶴の門下へと移り、宝井鶴州と名を改めた。
1981年、真打に昇進して四代目宝井琴柳を襲名。

### 受賞歴
- 1980年 第4回 講談奨励賞[5]
- 1981年 第1回 国立演芸場花形新人演芸大賞[5]

### 出演

#### テレビ
- 真打ち登場 （NHK、1973年4月 - 1974年3月）
- NHK講談大会 （NHK、1982年）

#### ラジオ
- それいけミミゾー （東北放送、2000年 - 2011年）